# مجلس قضاء تبسة
مجلس قضاء تبسة أنشأ بموجب الأمر 73-74 المؤرخ في 12 جويلية 1974 والذي يتضمن إحداث مجالس قضائية، يقع بناء المجلس في حي السلم في تبسة وتضم محكمة تبسة. يترأسه حاليا بودربالة محمد والنائب العام شعلال عبد القادر.